# Allocapnia simmonsi
Allocapnia simmonsi is een steenvlieg uit de familie Capniidae. De wetenschappelijke naam van de soort is voor het eerst geldig gepubliceerd in 1981 door Kondratieff & Voshell.